# Starwood Hotels & Resorts Worldwide
Starwood Hotels & Resorts Worldwide (NYSE: HOT) es una cadena hotelera que tiene su sede en White Plains, Nueva York. Esta compañía tiene en propiedad, opera, gestiona y franquicia establecimientos de hostelería bajo sus once marcas. A fecha de 25 de noviembre de 2005 la firma poseía, gestionaba, o tenía en franquicia más de 850 hoteles en 95 países con un total de 232.000 habitaciones y 145.000 empleados. Starwood Preferred Guest es su programa de fidelización de clientes. Para el tercer trimestre de 2016 cuenta con más de 1,300 hoteles en todo el mundo.

## Historia

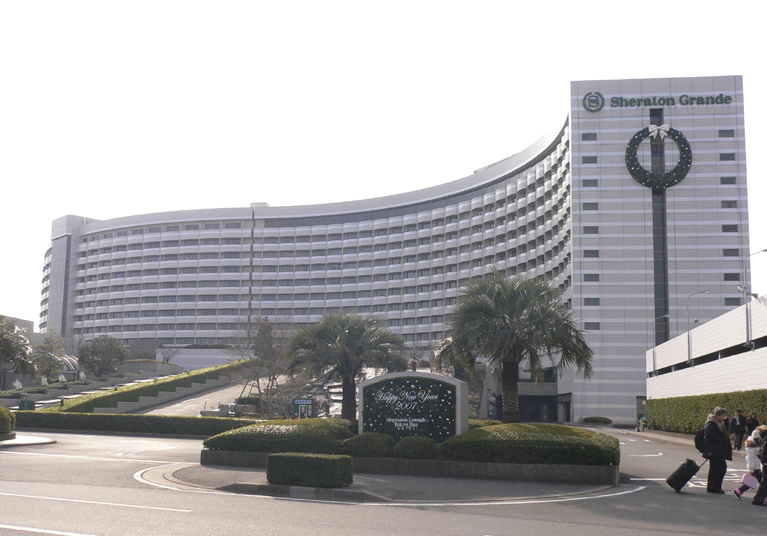
Sheraton Grande Tokyo.

Starwood Hotels and Resorts, fue creada como una empresa de inversión en capital en el sector hotelero. En sus primeros años, esta firma era conocida por el nombre de Starwood Lodging, que poseía un número pequeño de hoteles en Norteamérica, todos bajo diferentes marcas. No fue hasta el año 1994 cuando Starwood empezó a forjarse como una gran cadena hotelera, tras la compra del grupo Westin a los japoneses de la Corporación Aoki. Posteriormente,  Starwood compra las cadenas Sheraton, Four Points by Sheraton y The Luxury Collection a ITT Sheraton en 1998, asentándose como una de las principales cadenas hoteleras del mundo.
En 1999, Starwood lanzó la marca "W". En septiembre de 2005, Starwood anunció la creación de aLoft, una nueva marca hotelera basada en W. En noviembre de 2005, Starwood compró la marca Le Méridien.

### Violación de datos
En diciembre de 2018 se conoció que desconocidos accedieron a una base de datos de Starwood, entre 2014 y mediados de septiembre de 2018 y robaron datos. Hoteles de las marcas Sheraton, Westin y Le Méridien están entre los afectados. La filtración de datos afecta a 500 millones de huéspedes de más de 6.000 hoteles en más de 120 países. Entre otros, se vieron comprometidos datos personales especialmente sensibles, como nombres, direcciones de correo electrónico, fechas de nacimiento, números de pasaporte, información de cuentas y números de tarjetas de crédito con fechas de caducidad.
Al principio se dijo que los datos se habían cifrado, pero en un juicio en Estados Unidos Marriott admitió que los datos personales sólo se habían cifrado mediante el método de hash SHA-1 y que, por tanto, no estaban suficientemente cifrados.

## Marcas hoteleras de Starwood Hotels & Resorts

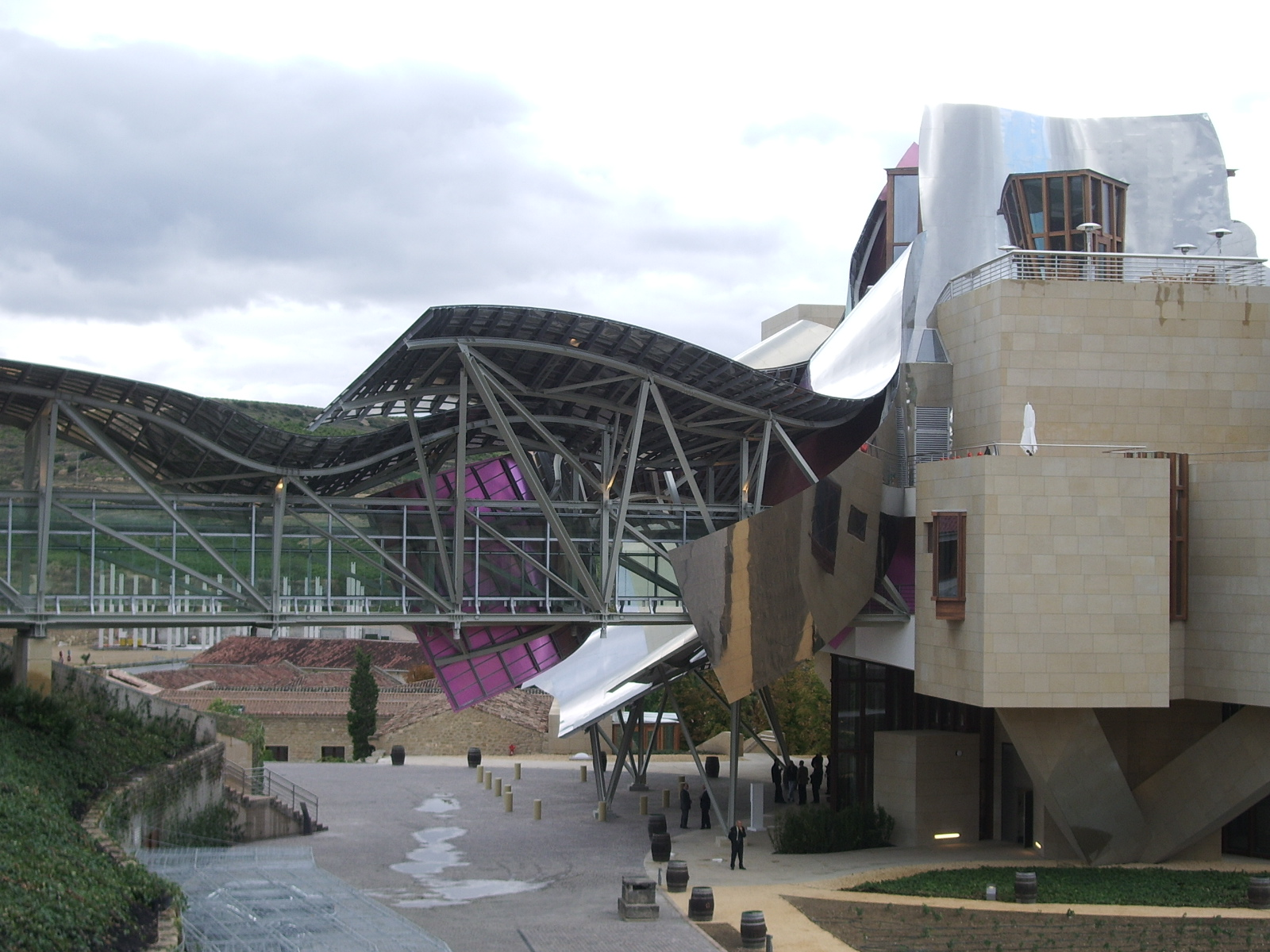
Hotel Marqués de Riscal en Elciego (España). Obra del arquitecto Frank Gehry.

### Sheraton Hotels and Resorts
Sheraton Hotels and Resorts es la principal marca de Starwood y la segunda más antigua (Westin es la más antigua).

### Four Points by Sheraton
En abril de 1995, Sheraton Hotels & Resorts lanzó Four Points by Sheraton, una nueva marca hotelera de nivel medio que ofrece una experiencia hotelera de servicio completo a un precio razonable. Four Points by Sheraton es el único hotel de precio medio que le ofrece a los huéspedes todas las ventajas de Starwood Preferred Guest, posee también su programa de viajeros frecuentes que le permite a los socios canjear puntos.

### Westin
La marca Westin Hotels & Resorts fue fundada en el año 1930. Está compuesta por más de 170 hoteles, resorts y spas situados en todo el mundo.

### The Luxury Collection
The Luxury Collection es una selección de hoteles de lujo de la marca Starwood. Estos hoteles se caracterizan por estar englobados en un entorno cultural y tener unas instalaciones acorde con la arquitectura local que lo rodea.

### Le Méridien
Le Méridien es una marca de hoteles de estilo francés con un total de 130 hoteles. Su compra por parte de Starwood fue anunciada el 28 de abril de 2005 y completada el 24 de noviembre de 2005. Le Méridien permitirá a Starwood seguir expandiéndose alrededor del mundo.

### St. Regis
La marca St. Regis engloba hoteles y resorts situados en los Estados Unidos, México, el Caribe, Europa y Asia.

### W Hotels
W Hotels es una marca de hoteles modernos y funcionales.
W Hotels es una marca de estilo de vida internacional con 25 hoteles y centros vacacionales en los destinos más vibrantes del mundo. Inspirador, icónico, innovador e influyente, W Hotels brinda lo máximo en acceso preferencial. Cada hotel ofrece una combinación única de diseño sofisticado, comodidad moderna e influencias culturales desde la moda hasta la música, la cultura popular hasta el arte y todo lo que se encuentra en el medio. Los hoteles W Hotels son expresiones únicas e individuales del viaje moderno y de un estilo de vida elegante, con cocina de nivel internacional, bares de destino y spas exclusivos. En Norteamérica y en América Latina, se anunciaron W Hotels en Austin, Buckhead Atlanta, el centro de Atlanta, Boston, Fort Lauderdale, Hoboken, Hollywood, Huntington Beach, el centro de Nueva York, Santiago de Chile, South Beach y Washington D. C. En Europa, se anunciaron W Hotels en Atenas, Barcelona, Londres, Mánchester, Milán y San. Petersburgo. En Asia, W anunció hoteles en Bangkok, Guangzhou, Hong Kong, Macao-Studio City, Shanghái y Yokohama. En África y Oriente Próximo, W anunció hoteles en Amán, Doha, Dubai-Festival City, Riyadh y Marrakech. W tiene planes para abrir hoteles W Retreat & Spa en Bali, Koh Samui, Isla de Vieques y Verbier. Este último será el primer refugio de esquí de W Hotels.

### aLoft
aLoft combina los conceptos de W Hotels y Four Points by Sheraton.